# Eleutherodactylus syristes
The Piping Peeping Frog hoặc Eleutherodactylus syristes (tên tiếng Anh: Rana-fisgona Flautera) là một loài ếch trong họ Leptodactylidae. Chúng là loài đặc hữu của México.
Môi trường sống tự nhiên của nó là các khu rừng đất thấp ẩm nhiệt đới và cận nhiệt đới. Loài này đang bị đe dọa do mất môi trường sống.